# تولاجي بولا
تولاجي بولا (بالإنجليزية: Tolaji Bola) وتُكتب أيضًا تولاج بول (من مواليد 4 يناير 1999) هوَ لاعب كرة قدم يلعبُ كظهير أيسر مع نادي أرسنال ومنتخب إنجلترا.